# Campanula cretica
Campanula cretica là loài thực vật có hoa trong họ Hoa chuông. Loài này được (A.DC.) D.Dietr. mô tả khoa học đầu tiên năm 1839.